# Rafael Samurgaszew
Rafael Albertowicz Samurgaszew (ros. Рафаэль Альбертович Самургашев; ur. 21 lipca 1987) – rosyjski i od 2012 roku czarnogórski zapaśnik walczący w stylu klasycznym. Zajął 24. miejsce na mistrzostwach świata w 2013. Szesnasty na mistrzostwach Europy w 2016. Piąty na igrzyskach śródziemnomorskich w 2013. Wicemistrz śródziemnomorski w 2015. Wicemistrz Rosji juniorów w 2007 roku.